# Црна киша
Црна киша (енгл. Black Rain) амерички је филм Ридлија Скота из 1989. године. Филм је заснован на сценарију, који су написали Крег Болотин и Ворен Луис. Главне улоге играју Мајкл Даглас, Енди Гарсија, Кен Такакура и Кејт Кепшоу.

## Радња
У Њујорку полицајац Ник Конклин хапси извесног младог јапанског гангстера, јакузу, Когија Сатоа због убиства почињеног пред њим у ресторану. Сато је депортован у домовину у Осаки, а пратња је поверена самом Нику, као и његовом пријатељу, младом полицајцу, Чарлију Винсенту. Али по доласку у Осаку, на аеродрому, Сатови саучесници их преваре, а Ника и Чарлија задржавају локалне власти. После суђења, Ник и Чарли остају у Јапану као посматрачи, у пратњи јапанског колеге Масахира Мацумотоа. Видевши немоћ Јапанаца у потрази за Сатоом, Ник и сам почиње незакониту истрагу.

## Улоге
| Глумац        | Улога                  |
| ------------- | ---------------------- |
| Мајкл Даглас  | Ник Конклин            |
| Енди Гарсија  | детектив Чарли Винсент |
| Кен Такакура  | Мацумото Масахиро      |
| Кејт Кепшоу   | Џојс                   |
| Јусаку Мацуда | Сато Коги              |
| Сигеру Којама | Охаси                  |
| Џон Спенсер   | капетан Оливер         |